# Bió d'Abdera
Bió d'Abdera (en llatí Bion, en grec antic Βίων) fou un matemàtic i astrònom d'Abdera deixeble de Demòcrit.
Va escriure tant en dialecte jònic com en dialecte àtic i va ser el primer que va dir que hi havia algunes parts de la terra on era de nit durant sis mesos i els altres sis mesos eren sempre de dia, segons Diògenes Laerci.
Segurament és el mateix Bió que Estrabó considera un astròleg.